# Gu Hongzhong

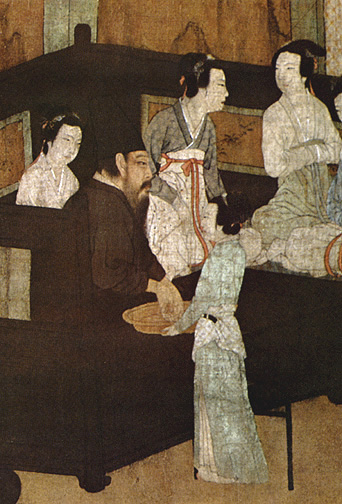
Han Xizai rust uit, detail van Gu Hongzhongs Nachtelijke braspartij van Han Xizai

Gu Hongzhong (顧閎中; 937–975) was een Chinees kunstschilder uit de periode van de Vijf Dynastieën en Tien Koninkrijken en als kunstschilder actief tot het jaar 960. Er is weinig over zijn leven bekend. Waarschijnlijk was Gu een hofschilder aan het hof van de Zuidelijke Tang-keizer Li Yu.

## Nachtelijke braspartij van Han Xizai
Het bekendste werk van Gu Hongzhong is de handrol Nachtelijke braspartij van Han Xizai (韓熙載夜宴圖). Het origineel is verloren gegaan, maar er bestaat een 12e-eeuwse kopie uit de Song-periode. Deze behoort tot de collectie van het Paleismuseum in de Verboden Stad in Peking. De handrol is 335,5 centimeter lang en 28,7 centimeter hoog. Het is in de gongbi-stijl geschilderd met gewassen inkt en kleur op zijde.
Het verhalende werk bestaat uit vijf afzonderlijke gedeeltes. In elk gedeelte staat Han Xizai centraal, een minister van keizer Li Yu. Opeenvolgend is Han te zien terwijl hij luistert naar de pipa, naar danseressen kijkt, een pauze neemt, een instrument bespeelt en uiteindelijk zijn gasten uitlaat. De rol toont veertig personen, elk  gedetailleerde geschilderd met sprekende gezichtsuitdrukking. Het werk geeft een goed inzicht in het hofleven van de Zuidelijke Tang.
Men vermoedt dat Li Yu aan Gu Hongzhong de opdracht gaf om het privéleven van Han Xizai te onderzoeken. Een theorie luidt dat de keizer wilde weten waarom Han de aanstelling als premier had geweigerd. Volgens een andere theorie zou Gu's schildering de slechte gewoontes van Han aan de kaak moeten stellen, daar deze herhaaldelijk ochtendaudities miste door zijn nachtelijke drinkpartijen. Volgens sommige bronnen kreeg ook de hofschilder Zhou Wenju (917–975) de opdracht om het nachtleven van de Han op doek vast te leggen.
- International Standard Name Identifier: 0000 0000 6335 5707
- Library of Congress Control Number: n80135410
- Nederlandse Thesaurus van Auteursnamen: 316727083
- Union List of Artist Names: 500337155
- Virtual International Authority File: 18531941
- WorldCat: E39PBJbCJ6FWhG7fKqvYc734v3